# Albert Philipp Frick
Albert Philipp Frick (* 24. April 1733; anderes Datum 28. April 1733 in Esslingen bei Stuttgart; † 21. März 1798 in Helmstedt) war ein deutscher Jurist und Hochschullehrer.

## Leben
Albert Philipp Frick studierte Rechtswissenschaften an der Universität Tübingen, 1751 an der Universität Helmstedt und der Universität Göttingen. Nach dem Studium unternahm er eine längere Studienreise und promovierte 1756 unter dem Vorsitz von Franz Dominikus Häberlin an der Universität Helmstedt zum Doktor der Rechte.
Er blieb in Helmstedt und hielt als Privatdozent Vorlesungen an der Universität, bis er dort 1761 als außerordentlicher Professor und Beisitzer der Juristenfakultät aufgenommen wurde. 1763 erfolgte seine Ernennung zum ordentlichen Professor.
Er verstarb als erster Professor und Senior der Juristenfakultät.

## Ehrungen
Herzog Karl I. von Braunschweig-Wolfenbüttel ernannte ihn 1779 zum Hofrat.

## Schriften (Auswahl)
- D. de reservato ecclesiastico ex mente pacis religiosae ejusque effectibus ac fatis usque ad pácem Westphalicam. Helmstedt 1755.
- Johann Frick; Albert Philipp Frick: Catalogus bibliothecae Frikianae: i.e. apparatus librorum quos a b. parente cel. Ioanne Frikio hereditario jure acceptos insigniter et maximam partem adauxit filius M. Albertus Frikius quique nunc Augustae Vindelicorum a die XVI. Februarii MDCCLXXVIII auctionis lege distrahentur. 1778.
- Libellus sin gul. de revocandis tam rebus alienatis quam mummis solutis imminenti aut moto concursus judicio. Helmstedt 1777.

### Dissertationen
- Bernstorff, Karl Heinrich von: De Clerico Fideiussore Meletema. Helmstedt 1760.
- Mensching, August Johann Otto: Dissertatio Ivridica Inavgvralis De Servitvtibvs In Genere Et Speciatim De Servitvte Aedificiorvm Legali Ivris Lvbecensis / Qvam In Inclvta Academia Ivlia Carolina Pro Svmmis In Vtroqve Ivre Honoribvs Ad Diem XXVI. Avg. MDCCLXIII. Pvblice Defendet Avgvstvs Iohannes Otto Mensching Lvbecensis. Helmstadii: Leuckart, 1763
- Stampeel, Nicolaus: Dissertationem Inavgvralem De Libello Actionis Ob Laesionem Enormem Institvendae Non Disivnctive Concipiendo Ad L. II. C. De Rescind. Vend / Praesidio D. Alberti Philippi Frickii Ivrisconsvlti Et Antecessoris Pro Svmmis In Vtroqve Ivre Capessendis Honoribvs Ad D. XV Martii MDCCLXXIV Pvblicae Ervditorvm Disqvisitioni Svbmittit Avctor Nicolavs Stampeel Capitvlaris Eccles. Cathedral. Hambvrg. Helmstadii: Schnorrius, 1774